# 東京World Gate

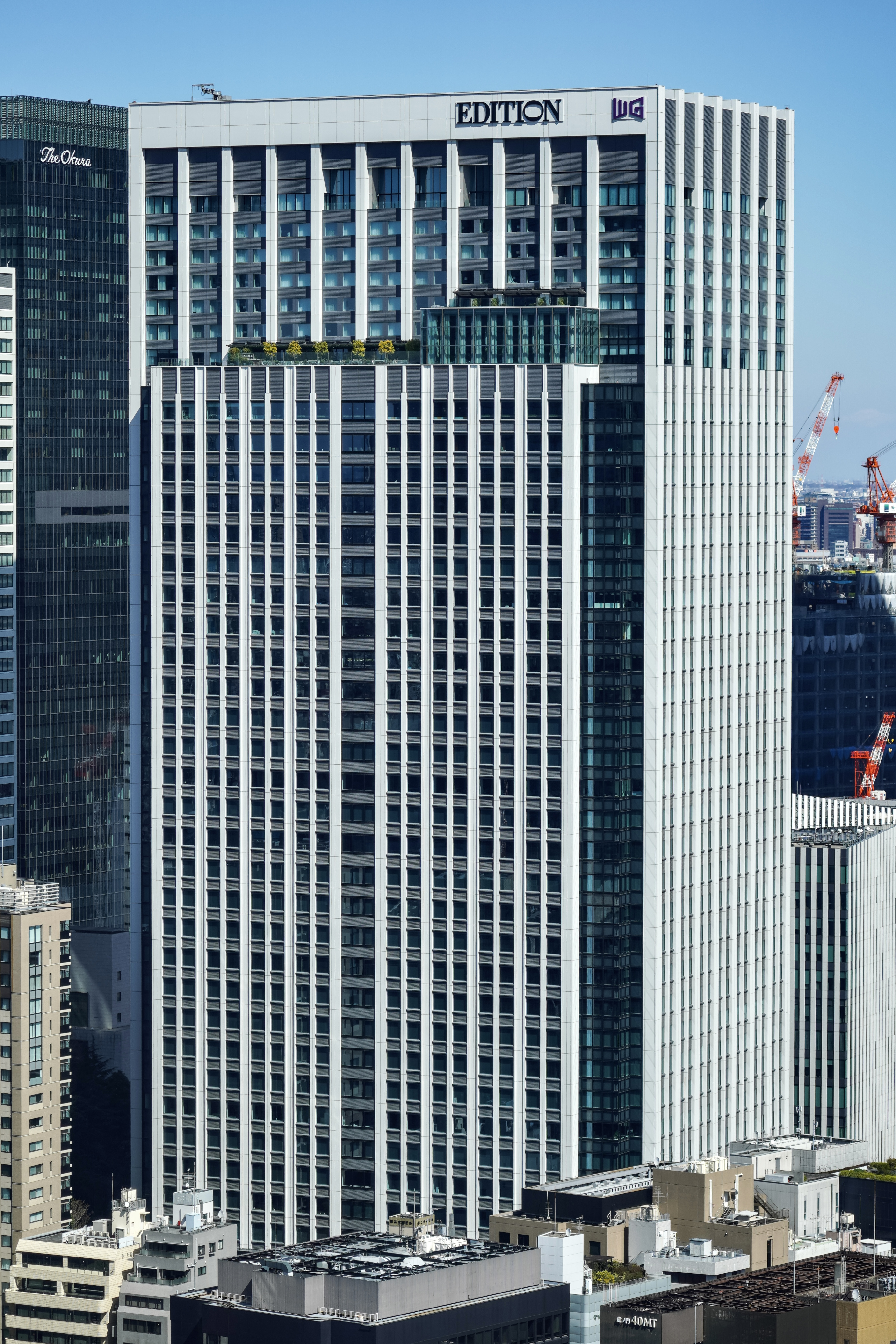

東京World Gate（日语：東京ワールドゲート、とうきょうワールドゲート）是位於日本東京都港區虎之門四丁目的一個再開發地區，其核心是摩天大樓神谷町Trust Tower。這一地區被認定為是日本的國家戰略特區，開發商是森Trust。

## 神谷町Trust Tower
地上有38層，地下有3層，高約180公尺。這座建築在2016年10月開工，2020年3月竣工。建築的1層是大堂，2層是醫療設施，3層至30層是辦公樓，31層至36層是酒店。